# (17169) Tatarinov
(17169) Tatarinov est un astéroïde de la ceinture principale.

## Description
(17169) Tatarinov est un astéroïde de la ceinture principale. Il fut découvert le 14 juillet 1999 à Socorro (Nouveau-Mexique) par le projet LINEAR. Il présente une orbite caractérisée par un demi-grand axe de 2,98 UA, une excentricité de 0,17 et une inclinaison de 0,7° par rapport à l'écliptique.

## Compléments